# 高嵩濤
高 嵩濤（こう すうとう、天明元年（1781年） - 嘉永7年1月27日（1854年2月24日））は江戸時代の英派の絵師、狂歌師。

## 来歴
高嵩谷の門人。本姓は松下、後に奥田と改姓する。通称は虎之助。後に建蔵といった。嵩濤、英一翠、拳々斎、虎風堂、画賛人と号す。江戸赤坂の商家に生まれたが、後に奥田氏に養われ質屋を営んでいる。狂歌を朱楽菅江に学び、自らの狂歌名を時雨庵空言、絵馬屋額輔、絵馬屋賀久助といった。浅草新堀端に住み、狂歌のほか、英一蝶風の絵を多数描いている。作画は文化から嘉永にかけてであった。享年74。墓所は二本榎の証誠寺。法名は英叟院釈一翠居士。

## 作品
- 「旭日に松竹梅・丹頂・瑞亀」 紙本着色 扇面3本 英一峰、英一珪、高嵩渓、高嵩月と共画 太田記念美術館所蔵